# 入江町停留場
入江町停留場（いりえまちていりゅうじょう、入江町電停）は、長崎県長崎市新地町に存在した長崎電気軌道大浦支線の路面電車停留場である。駅番号は46。
5号系統が停車した。

## 歴史
入江町停留場は1961年（昭和36年）に開業した。停留場があった築町 - 市民病院前間の軌道は同年、それまで千馬町停留場（廃止）から分岐していた大浦支線を都市計画に基づいて築町から分岐させることになり、新設されたものである。1965年（昭和40年）には入江町に建設が進んでいた長崎バスのバスターミナル工事現場で大規模な陥没事故が発生、軌道や道路も陥没し、大浦支線では一時バスによる代行運転が実施された。
その後当停留場は1990年（平成2年）に'90長崎旅博覧会が開催されるにあたり、道路の渋滞緩和のため廃止。停留場は撤去された。

### 年表
- 1961年（昭和36年）10月5日[7] - 開業[1]。
- 1965年（昭和40年）8月28日 - 入江町付近で陥没事故が発生、9月30日まで大浦支線は運休[3][8]。
- 1990年（平成2年）6月17日 - 長崎旅博開催に伴い廃止[1][6]。

## 構造
入江町停留場は併用軌道区間にあり、道路上にホームが置かれていた。ホームは2面で、2本の線路を挟んで配された。

## 利用状況
1983年（昭和58年）の調査で、1日の利用者数は1,642人だった。

## 周辺
長崎バスの長崎新地ターミナル前にあり、電車とバスの乗り換えに至便な停留場だった。現在バスターミナルにはイオン長崎店がテナントとして入っている。また、長崎新地中華街も近い。

## 隣の停留場
長崎電気軌道
大浦支線
築町停留場 (31A/31B) - 入江町停留場 (46) - 市民病院前停留場 (47)